# Dedina (Sveti Petar Orehovec)
Dedina falu Horvátországban Kapronca-Kőrös megyében. Közigazgatásilag  Sveti Petar Orehovechez tartozik.

## Fekvése
Kőröstől 10 km-re északnyugatra, községközpontjától 5 km-re északkeletre a Kemléki-hegység lábánál fekszik.

## Története
A falunak 1857-ben 200, 1910-ben 378 lakosa volt. Trianonig Belovár-Kőrös vármegye Körösi járásához tartozott. 2001-ben 233 lakosa volt.